# Superfuzz Bigmuff
Albums de Mudhoney
Boiled Beef & Rotting Teeth
(1989)
Superfuzz Bigmuff est le premier EP du groupe américain de grunge Mudhoney, sorti en octobre 1988 sur le label Sub Pop.

## Contexte et informations
Après le succès de leur premier single Touch me I'm sick sorti en août 1988, Mudhoney enregistre un premier EP de six titres, toujours pour le label Sub Pop. Le titre fait référence aux deux pédales d'effets de type fuzz qu'utilise le groupe : la Univox Super-Fuzz (en) et la Electro-Harmonix Big Muff. La pochette est une photographie de concert sur laquelle figurent Mark Arm (à gauche) et Steve Turner (à droite). Le morceau In 'n' Out of Grace s'ouvre sur un sample de la voix de Peter Fonda, provenant du film Les Anges sauvages de Roger Corman. Ce même sample sera utilisé en 1991 par Primal Scream sur le titre Loaded.
En 1990 Sub Pop publie Superfuzz Bigmuff Plus Early Singles, compilation reprenant les six titres de Superfuzz Bigmuff en y ajoutant les premiers singles du groupe, dont Touch me I'm sick. En 2008, Sub Pop réédite Superfuzz Bigmuff Plus Early Singles en y ajoutant des démos et deux concerts enregistrés à l'automne 1988. 
Superfuzz Bigmuff fait partie des 1001 albums qu'il faut avoir écoutés dans sa vie. Le disque figurait également dans le Top 50 de Kurt Cobain.

### Liste des chansons
Toutes les chansons sont écrites et composées par Mudhoney.
| No | Titre               | Auteur | Durée |
| -- | ------------------- | ------ | ----- |
| 1. | Need                |        | 2:58  |
| 2. | Chain That Door     |        | 1:51  |
| 3. | Mudride             |        | 5:44  |
| 4. | No One Has          |        | 3:26  |
| 5. | If I Think          |        | 3:37  |
| 6. | In 'N' Out Of Grace |        | 5:28  |

### Interprètes
- Mark Arm – chant, guitare
- Steve Turner – guitare, chant
- Matt Lukin – basse
- Dan Peters – batterie

### Équipe de production
- Jack Endino - enregistrement et mixage
- Charles Peterson – photographies